# Chiquitita
Chiquitita (wat in het Spaans "klein, lief meisje" betekent) is de eerste single van het album Voulez-Vous van de Zweedse popgroep ABBA. Het werd uitgebracht in januari 1979.

## Geschiedenis
Tijdens de opnames kreeg de demo verschillende werktitels mee zoals Kålsupare, Three Wise Guys, Chiquitita Angelina en In The Arms of Rosalita. Op de definitieve (gereviseerde) versie, opgenomen in december 1978, is de invloed van het Peruviaanse lied El cóndor pasa van Simon & Garfunkel duidelijk hoorbaar.
Om hun populariteit in de Spaanstalige landen te kunnen verzilveren, werd Chiquitita ook in het Spaans opgenomen. Deze single verscheen ook op de volledig Spaanstalige elpee Gracias por la Música in 1980. Omdat niemand van de groepsleden Spaans sprak werd het nummer fonetisch ingezongen.

## Internationaal succes
Hoewel ABBA met het nummer in 11 landen de eerste plaats bereikte, was Chiquitita toch niet een van hun allergrootse hits. De single scoorde erg goed in de kleine(re) landen en in de Spaanstalige landen zoals Spanje, Puerto Rico, Mexico en de Dominicaanse Republiek, maar in de grote, traditionele verkooplanden zoals Duitsland, Verenigd Koninkrijk, VS en Scandinavië viel de verkoop enigszins tegen. In Nederland was het nummer met 137.000 verkochte exemplaren de tot dan toe best verkochte single van ABBA.
Naar aanleiding van het Internationaal Jaar van het Kind in 1979 speelde de groep op 9 januari het nummer op het liefdadigheidsconcert Music for Unicef in het VN-hoofdkwartier in New York. Hun playback-optreden werd, naast optredens van tal van andere gerenommeerde popartiesten, een dag later tijdens een tv-special integraal uitgezonden door NBC. De groep schonk de helft van de auteursrechten van het lied aan Unicef. Tot vandaag gaat nog steeds 50% van de verkoopopbrengst van het lied rechtstreeks naar de VN-kinderrechtenorganisatie.

## Trivia
- Destijds was de single Chiquitita/Lovelight volgens Buma/Stemra een dubbele A-kant, omdat er in de winkel vaak werd gevraagd naar het nummer Lovelight. Vandaar dat Felix Meurders regelmatig dit nummer draaide in plaats van Chiquitita in de Nationale Hitparade.

## Hitnoteringen
| Hitnotering: 27-01-1979 t/m 21-04-1979 | Hitnotering: 27-01-1979 t/m 21-04-1979 | Hitnotering: 27-01-1979 t/m 21-04-1979 | Hitnotering: 27-01-1979 t/m 21-04-1979 | Hitnotering: 27-01-1979 t/m 21-04-1979 | Hitnotering: 27-01-1979 t/m 21-04-1979 | Hitnotering: 27-01-1979 t/m 21-04-1979 | Hitnotering: 27-01-1979 t/m 21-04-1979 | Hitnotering: 27-01-1979 t/m 21-04-1979 | Hitnotering: 27-01-1979 t/m 21-04-1979 | Hitnotering: 27-01-1979 t/m 21-04-1979 | Hitnotering: 27-01-1979 t/m 21-04-1979 | Hitnotering: 27-01-1979 t/m 21-04-1979 | Hitnotering: 27-01-1979 t/m 21-04-1979 | Hitnotering: 27-01-1979 t/m 21-04-1979 |
| Week                                   | 1                                      | 2                                      | 3                                      | 4                                      | 5                                      | 6                                      | 7                                      | 8                                      | 9                                      | 10                                     | 11                                     | 12                                     | 13                                     |                                        |
| -------------------------------------- | -------------------------------------- | -------------------------------------- | -------------------------------------- | -------------------------------------- | -------------------------------------- | -------------------------------------- | -------------------------------------- | -------------------------------------- | -------------------------------------- | -------------------------------------- | -------------------------------------- | -------------------------------------- | -------------------------------------- | -------------------------------------- |
| Nummer                                 | 16                                     | 7                                      | 4                                      | 2                                      | 2                                      | 1                                      | 2                                      | 2                                      | 3                                      | 8                                      | 11                                     | 27                                     | 32                                     | uit                                    |

| Hitnotering: 03-02-1979 t/m 19-05-1979 | Hitnotering: 03-02-1979 t/m 19-05-1979 | Hitnotering: 03-02-1979 t/m 19-05-1979 | Hitnotering: 03-02-1979 t/m 19-05-1979 | Hitnotering: 03-02-1979 t/m 19-05-1979 | Hitnotering: 03-02-1979 t/m 19-05-1979 | Hitnotering: 03-02-1979 t/m 19-05-1979 | Hitnotering: 03-02-1979 t/m 19-05-1979 | Hitnotering: 03-02-1979 t/m 19-05-1979 | Hitnotering: 03-02-1979 t/m 19-05-1979 | Hitnotering: 03-02-1979 t/m 19-05-1979 | Hitnotering: 03-02-1979 t/m 19-05-1979 | Hitnotering: 03-02-1979 t/m 19-05-1979 | Hitnotering: 03-02-1979 t/m 19-05-1979 | Hitnotering: 03-02-1979 t/m 19-05-1979 | Hitnotering: 03-02-1979 t/m 19-05-1979 | Hitnotering: 03-02-1979 t/m 19-05-1979 | Hitnotering: 03-02-1979 t/m 19-05-1979 |
| Week                                   | 1                                      | 2                                      | 3                                      | 4                                      | 5                                      | 6                                      | 7                                      | 8                                      | 9                                      | 10                                     | 11                                     | 12                                     | 13                                     | 14                                     | 15                                     | 16                                     |                                        |
| -------------------------------------- | -------------------------------------- | -------------------------------------- | -------------------------------------- | -------------------------------------- | -------------------------------------- | -------------------------------------- | -------------------------------------- | -------------------------------------- | -------------------------------------- | -------------------------------------- | -------------------------------------- | -------------------------------------- | -------------------------------------- | -------------------------------------- | -------------------------------------- | -------------------------------------- | -------------------------------------- |
| Nummer                                 | 23                                     | 3                                      | 2                                      | 3                                      | 1                                      | 2                                      | 2                                      | 2                                      | 4                                      | 6                                      | 9                                      | 15                                     | 24                                     | 30                                     | 46                                     | 49                                     | uit                                    |

### Evergreen Top 1000
| Evergreen Top 1000 Chiquitita | Evergreen Top 1000 Chiquitita | Evergreen Top 1000 Chiquitita | Evergreen Top 1000 Chiquitita | Evergreen Top 1000 Chiquitita | Evergreen Top 1000 Chiquitita | Evergreen Top 1000 Chiquitita | Evergreen Top 1000 Chiquitita | Evergreen Top 1000 Chiquitita | Evergreen Top 1000 Chiquitita | Evergreen Top 1000 Chiquitita | Evergreen Top 1000 Chiquitita | Evergreen Top 1000 Chiquitita | Evergreen Top 1000 Chiquitita | Evergreen Top 1000 Chiquitita | Evergreen Top 1000 Chiquitita | Evergreen Top 1000 Chiquitita |
| Jaar                          | 2008                          | 2009                          | 2010                          | 2011                          | 2012                          | 2013                          | 2014                          | 2015                          | 2016                          | 2017                          | 2018                          | 2019                          | 2020                          | 2021                          | 2022                          | 2023                          |
| ----------------------------- | ----------------------------- | ----------------------------- | ----------------------------- | ----------------------------- | ----------------------------- | ----------------------------- | ----------------------------- | ----------------------------- | ----------------------------- | ----------------------------- | ----------------------------- | ----------------------------- | ----------------------------- | ----------------------------- | ----------------------------- | ----------------------------- |
| Positie                       | 34                            | 75                            | 38                            | 38                            | 30                            | 249                           | 130                           | 102                           | 203                           | 124                           | 341                           | 237                           | 202                           | 190                           | 211                           | 186                           |

### NPO Radio 2 Top 2000
| Nummer met noteringen in de NPO Radio 2 Top 2000 | '99 | '00 | '01 | '02 | '03 | '04 | '05 | '06 | '07 | '08 | '09 | '10 | '11 | '12 | '13 | '14 | '15 | '16 | '17 | '18 | '19 | '20 | '21 | '22 | '23 | '24 |
| ------------------------------------------------ | --- | --- | --- | --- | --- | --- | --- | --- | --- | --- | --- | --- | --- | --- | --- | --- | --- | --- | --- | --- | --- | --- | --- | --- | --- | --- |
| Chiquitita                                       | 281 | 244 | 372 | 382 | 463 | 434 | 296 | 479 | 255 | 348 | 531 | 442 | 610 | 532 | 829 | 787 | 835 | 736 | 701 | 611 | 554 | 439 | 264 | 230 | 250 | 207 |

1. ↑  Een vetgedrukt getal geeft de hoogste notering aan.